# Sommepy-Tahure
Sommepy-Tahure település Franciaországban, Marne megyében. Lakosainak száma 656 fő (2022. január 1.). Sommepy-Tahure Aure, Manre, Saint-Étienne-à-Arnes, Semide, Gratreuil, Minaucourt-le-Mesnil-lès-Hurlus, Rouvroy-Ripont, Sainte-Marie-à-Py és Souain-Perthes-lès-Hurlus községekkel határos.

## Népesség
A település népessége az elmúlt években az alábbi módon változott:
| Lakosok száma | 565  | 520  | 537  | 609  | 630  | 632  | 623  | 639  | 646  | 656  |
|               | 1968 | 1982 | 1990 | 2006 | 2013 | 2015 | 2017 | 2019 | 2020 | 2022 |